# Anagraphis
Anagraphis is een geslacht van spinnen uit de familie bodemjachtspinnen (Gnaphosidae).

## Soorten
De volgende soorten zijn bij het geslacht ingedeeld:
- Anagraphis incerta Caporiacco, 1941
- Anagraphis maculosa Denis, 1958
- Anagraphis minima Caporiacco, 1947
- Anagraphis pallens Simon, 1893
- Anagraphis pallida (Hadjissarantos, 1940)
- Anagraphis pluridentata Simon, 1897
- Anagraphis pori Levy, 1999